# Маркт-Санкт-Мартин
Маркт-Санкт-Мартин (нем. Markt Sankt Martin) — ярмарка (нем. Marktgemeinde) в Австрии, в федеральной земле Бургенланд. 
Входит в состав округа Оберпуллендорф.  Население составляет 1167 человек (на 31 декабря 2005 года). Занимает площадь 32,1 км². Официальный код  —  10812.

## Политическая ситуация
Бургомистр коммуны — Рудольф Штайнер (СДПА) по результатам выборов 2007 года.
Совет представителей коммуны (нем. Gemeinderat) состоит из 19 мест.
- СДПА занимает 12 мест.
- АНП занимает 7 мест.